# Арутюнова, Каринэ Вячеславовна
Каринэ́ Вячесла́вовна Арутю́нова (род. 26 сентября 1963, Киев) — украинская и израильская русскоязычная писательница, художница.

## Биография
Каринэ Арутюнова родилась 26 сентября 1963 года в Киеве в армяно-еврейской семье.
В 1994 году эмигрировала в Израиль. С 2008 года живёт в Тель-Авиве и Киеве.
В 2009 году киевским издательством «Наири» была выпущена первая книга Каринэ Арутюновой (под псевдонимом Мерче) «Ангел Гофман и другие».
В 2011 году в «слепой дегустации» Российского книжного союза, в которой девять экспертов из петербургских издательств «вслепую» оценивали качество художественного языка текстов восьми писателей, Каринэ Арутюнова с рассказом «Фора» заняла третье место, уступив Сергею Довлатову (рассказ «Куртка Фернана Леже») и Алисе Ханцис (фрагмент романа «И вянут розы в зной январский») и обогнав Захара Прилепина (фрагмент рассказа «Жилка»), Татьяну Дагович (фрагмент романа «Ячейка 402»), Бориса Акунина (фрагмент романа «Фантастика», Татьяну Устинову (отрывок из романа «Всегда говори „всегда“»), Кирилла Бенедиктова (фрагмент романа «Блокада»). Арутюнова также «превзошла» Льва Толстого, написав 16-строчное предложение и поставив в нем 36 тире и 68 запятых.
Виктор Топоров писал в 2012 году о Каринэ Арутюновой:
Арутюновой присуще то редкое и оттого вдвойне ценное качество, свойственное, прежде всего, подлинным художникам, которое Мандельштам назвал «хищным глазомером» <…>. Речь идёт, понятно, не о «перспективе», которой обучают в кружках рисования, и не о «пропорциях», а о сознательном — и сознательно хищном — пренебрежении и тем, и другим. Причем палитра Арутюновой — цветная, но преобладает здесь не какая-нибудь невинная берлинская лазурь, а грубая охра. Обе книги носят демонстративные названия: «Пепел красной коровы» — первая и «Скажи красный» — вторая <...>. Полу-армянка, полу-еврейка, Арутюнова уехала из разноцветного, но неизменно красочного, родного Киева в кричаще-красный Тель-Авив, вернулась в Киев — и вот выпустила книгу в гранитно-сером Петербурге — на удивленье всей Европы, как непременно пошутил бы Пушкин. На удивленье и на зависть. Рассказы Арутюновой — географически и метафизически повторяющие контур её скитаний — могут на первый взгляд показаться психологическими этюдами (отчасти — в израильской части — и лингвистическими этюдами: здесь средствами русского языка мастерски воссоздается иврит, идиш и ладино), однако это не так. Перед нами, повторяю, прежде всего, стихотворения в прозе.

## Литературные премии
- Финалистка израильского литературного конкурса «Малая проза» (2009)[2]
- Лауреат литературного конкурса памяти поэта Ури Цви Гринберга в номинации «Поэзия» (2009)[2]
- Шорт-лист Премии Андрея Белого в номинации «Проза» (2010, сборник рассказов «Ангел Гофман и другие»)[2][5]
- Лонг-лист премии «Большая книга» (2011, книга «Пепел красной коровы»)[2]
- Шорт-лист премии «Рукопись года» (2011, рукопись «Плывущие по волнам»)[2]
- Лауреат премии НСПУ им. Владимира Короленко (2017, книга «Цвет граната, вкус лимона»)

## Персональные выставки
- 2012 — «Цвет граната, вкус лимона», Киев[6]
- 2013 — выставка, совмещенная с презентацией книги «Скажи красный», Киев[6]
- 2014 — «Цвет граната, вкус лимона», Киев[6], дом-музей Михаила Булгакова
- 2015 — выставка графики, Падуя[6]
- 2015 — выставка графических и живописных работ, Ереван[6]
- 2017 — «Пластические этюды и скрытые орнаменты» (совместная выставка живописи и графики с Татьяной Ан), Киев[6]
- 2017 — выставка живописных и графических работ в рамках ежегодного фестиваля искусств, Падуя[6]
- 2018 — персональная выставка живописи «Явление цвета, день первый», Киев[6]
- 2018 — выставка живописи в рамках фестиваля искусств, Падуя[6]
- 2019 — «Танжер», Киев[6]
- 2020 — " Один день после","One day after", Киев, музей истории Киева, участие в арт-проекте, коллективная выставка
- 2020 — участие в коллективной выставке «Автопортрет с букетом», Киев, музейный комплекс в Софии Киевской
- 2023 — совместная с Матвей Вайсберг экспозиция в Музее истории польских евреев, «Polin», в рамках конференции общества «Мемориал»
- 2023 — «Каллиграфия», выставка живописи и графики, Варшава, Witryna Wshodniego Domu, fundacia Osrodka Karta (кураторы Анна Гавина и Евгения Михеева)
- 2024 — «Каллиграфия», Берлин, галерея Art.City.People (куратор Алёша Замятин)
- 2024 — «Патараг», выставка живописи и графики, Варшава, Witryna Wshodniego Domu, fundacia Osrodka Karta (кураторы Анна Гавина и Евгения Михеева)
- 2024 — " Бейн а мецарим", выставка живописи и графики, Краков, еврейский культурный центр JCC, кураторы Анна Гавина и Евгения Михеева
- 2025 — " В поисках утраченного времени", персональная выставка живописи, Киев, арт-пространство " Très français", французская сеть ресторанов, ул. Костельная 3

### Книги
- Мерче (Каринэ Арутюнова). Ангел Гофман и другие. К. : Наири, 2009. — 272 с. — 200 экз. — ISBN 976-966-8838-33-0
- Арутюнова Каринэ. Идущая налегке. — К. 2010. 80 с. — ISBN 978-966-8668-76-0
- Арутюнова Каринэ. Пепел красной коровы. — М.: КоЛибри, 2011. — 272 с. — (Уроки русского). — 3000 экз. — ISBN 978-5-389-00970-7.
- Арутюнова Каринэ. Скажи красный. — СПб.. — Астрель-СПб., 2012. — 409 с. — 2000 экз. — ISBN 978-5-271-44219-3.
- Арутюнова Каринэ. Счастливые люди. — Ридеро, 2015.
- Арутюнова Каринэ. Дочери Евы. — Ридеро, 2015.
- Арутюнова Каринэ. Цвет граната, вкус лимона. — К. Каяла, 2017. — 248 с. — ISBN 978-617-7390-38-0
- Арутюнова Каринэ. Падает снег, летит птица. — К. Каяла, 2017. — 216 с. — ISBN 978-617-7390-39-7
- Арутюнова Каринэ. Нарекаци от Лилит. — К. Каяла, 2019. — 208 с. — ISBN 978-617-7697-11-3
- Арутюнова Каринэ. Мой друг Бенджамен. — К. НАИРИ, 2020. — 84 с. — ISBN 978-617-7314-65-2
- Арутюнова Каринэ. Свет Боннара: Эскизы на полях, ООО «ТВОРИ», 2021, 272 с.
- Арутюнова Каринэ. Патараг. — Київ, Друкарський двір Олега Федорова, 2022. — 416 с. — ISBN 978-617-8082-05-5

- Арутюнова Каринэ. Канун последней субботы. — АСТ, Санкт-Петербург, ISBN 978-504-5069-304, 5045069306

- Арутюнова Каринэ. как внутренняя стена дома. — Київ, Друкарський двір Олега Федорова, 2023. — 108 с. — ISBN 978-617-8252-09-0
- Арутюнова Каринэ. Два Авраама. — Київ, Друкарський двір Олега Федорова, 2024. — 179 с. — ISBN 978 617 8169 - 36 -7

### Интервью
- Шарова Вероника. Каринэ Арутюнова: Я родилась в веселой семье. Новости литературы (28 июня 2011). Дата обращения: 21 августа 2016.
- Строганова Екатерина. Каринэ Арутюнова: Немножко Енгибаров, немножко Плисецкая. Собеседник Армении (5 ноября 2012). Дата обращения: 21 августа 2016. Архивировано из оригинала 2 августа 2016 года.